# تنسی ولی آتوریتی

شرکت تنسی ولی آتوریتی یا سازمان عمران دره تنسی (به انگلیسی: Tennessee Valley Authority) مشهور به TVA، یک شرکت آمریکایی بزرگ تولید انرژی است که در شهر ناکسویل در تنسی مرکزیت دارد.
تی وی ای صاحب ۱۱ نیروگاه سوخت فسیلی، ۲۹ سد آبی، ۳ نیروگاه هسته‌ای، و ۶ نیروگاه ترکیبی است.
موفقیت این سازمان در زمان مدیریت دیوید لیلینتال، باعث شد که دولت ایالات متحده آمریکا این سازمان را الگویی برای توسعه اراضی و بهبود کشاورزی در کشورهای جهان سوم قرار دهد.